# 허큘리스자리
허큘리스자리는 북쪽 하늘의 큰 별자리로, 88개 별자리 중 5번째에 해당된다. 표기에 따라 헤라클레스자리, 헤르쿨레스자리라고도 한다. 그리스 신화에 등장하는 헤라클레스를 따라 이름지어졌다. 프톨레마이오스의 48개 별자리에 포함되었다.

## 특징
허큘리스자리는 88개 별자리 중 5번째로 크다.

## 별과 천체
허큘리스자리는 그다지 밝은 별이 없다.
- 허큘리스자리 α (α Herculis, Ras Algethi): 아름다운 이중성으로 알려져 있다.
- 허큘리스자리 β (Kornephoros): 2.78등급의 별이다.
- 허큘리스자리 δ (Sarin): 3.12등급이다.
- 허큘리스자리 λ (Maasym): 3.12등급이다.
- 허큘리스자리 ω (Cujam): 4.57등급

1996년 ~ 2007년에 걸쳐 허큘리스자리의 7개 별(허큘리스자리 14, HD 149026, HD 164922, HD 147506, HD 155358, GSC 03089-00929, HD 154345)에 태양계외 행성이 공전하고 있음이 발견되었다.
성단과 성운
- 메시에 13과 메시에 92: 북쪽 하늘에서 가장 밝은 구상성단이다.
- 행성상 성운 Abell 39가 있다. 거의 완벽한 구의 형태를 띤다.

허큘리스자리 은하단
허큘리스자리 은하단은 허큘리스자리 에 있는 거대 은하단이다. 아벨 목록에는 Abell 2151로 올라와 있으며 다양한 형태의 은하를 볼 수 있다. 어느 것이나 1만 km/s 이상의 빠르기로 멀어져 가고 있고, 거리는 570,000,000 광년(175,000,000 파섹)이다. 은하는 300개가 모여 있으며, 처녀자리 은하단(1,500개)과 머리털자리 은하단(1,000개)보다는 작지만, 바다뱀자리 은하단보다는 좀 더 크다. 은하 수로는 처녀자리 은하군의 1/5배, 머리털자리 은하군의 약 1/3배, 세이퍼트의 6개 은하군의 50배, 스테판의 5개 은하군의 60배, 로버트의 4개 은하군의 75배, 상호작용 은하인 소용돌이 은하(M51a,M51b), 더듬이 은하(NGC4038/4039), 생쥐 은하(NGC4676a/4676b)의 150배 정도이다. 가장 밝은 것은 NGC 6050이며, +15.0등급이다. 나머지는 그보다 더 어둡다.

## 신화와 역사

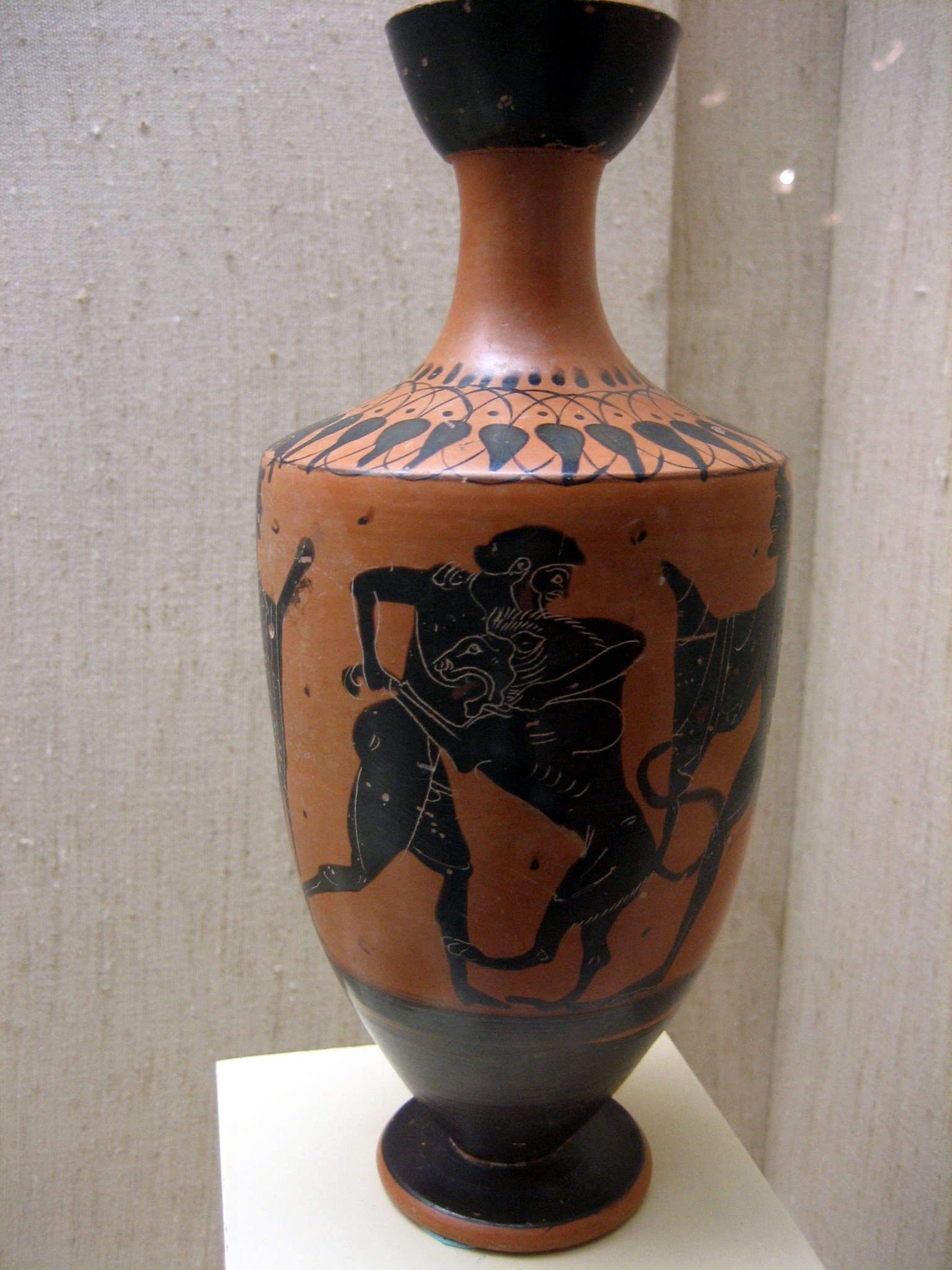
헤라클레스와 사자
기원전 500년경

헤르쿨레스자리는 그리스 신화에 등장하는 영웅 헤라클레스와 관련이 있다. 헤라클레스는 제우스와 루크메네 공주의 아들로, 헤라의 방해로 왕이 되지 못하였으나, 12개의 임무를 완수하고 신이 되어 별자리가 되었다고 한다.
헤라클레스의 12개의 임무에 게자리, 물뱀자리, 용자리, 사자자리의 별자리들이 관련지어 언급되기도 한다.